# Metagenòmica
La metagenòmica és la ciència que estudia els gens microbians extrets directament de comunitats en mostres ambientals sense cultivar. La microbiologia tradicional i la seqüenciació del genoma microbià es basen cultius clonats. La metagenòmica, un camp d'estudi relativament nou, permet fer estudis d'organismes que no poden ser fàcilment cultivats en un laboratori, així com estudis d'organismes en el seu medi natural.
Els primers intents de seqüenciar gens del medi ambient van ser dedicats a la clonació de gens específics (habitualment el gen 16s rRNA) per produir un perfil de diversitat en una mostra natural. Aquest estudi va revelar que la gran majoria de la diversitat microbiana s'havia perdut a través dels mètodes basats en el cultiu.
L'ús del prefix meta fa referència a «allò que ve després». Aquí, la metagenòmica ve després de la genòmica estudiant els organismes microbians directament en el seu ambient sense passar per una etapa de cultiu en laboratori.
La metagenòmica és un nou camp de l'estudi genètic que ha estat possible gràcies a l'abaratiment de cost i a la rapidesa de la nova generació de tecnologies de seqüenciació (NGS, de l'anglès next generation sequencing).